# Ludwig Kayser (Politiker)
Ludwig Kayser (* 16. September 1899 in Münster; † 25. November 1984 ebenda) war ein deutscher Verwaltungsjurist und Kommunalpolitiker. Er war von 1929 bis 1935 Bürgermeister der ostpreußischen Stadt Braunsberg und von 1946 bis 1964 Oberstadtdirektor von Bocholt.

## Leben
Ludwig Kayser entstammte einer Beamtenfamilie in Münster. Nach seinem Abitur 1917 wurde er zum Militär eingezogen, diente an der Westfront und wurde Anfang 1919 demobilisiert. Nach Jurastudium 1919–22, Referendariat und 2. Staatsexamen 1925 war er zunächst Assessor bei der Staatsanwaltschaft Paderborn, leitete dann das Verkehrs- und Presseamt der Stadt Trier und wurde 1929 zum Bürgermeister der Stadt Braunsberg/Opr. gewählt, dort aber im Mai 1935 aus politischen Gründen (§ 6 des Gesetzes zur Wiederherstellung des Berufsbeamtentums) fristlos entlassen. Seit Mitte 1927 verheiratet (die Ehe blieb kinderlos), verzog er sofort nach Berlin, woher seine Ehefrau stammte, und war dort bis 1937 arbeitslos. Im März dieses Jahres konnte er dann eine Sachbearbeiterstelle bei der Reichsstelle für Lederwirtschaft erhalten. Während des Zweiten Weltkrieges wurde das Ehepaar Kayser zweimal ausgebombt und wohnte danach in prekären Verhältnissen. Nach Kriegsende arbeitete Ludwig Kayser bei der Deutschen Zentralverwaltung der Industrie der sowjetischen Zone. Er trat 1945 der Berliner CDU bei.
Am 4. Juni 1946 wählte die Stadtverordnetenversammlung von Bocholt Kayser in das neu geschaffene Amt des Oberstadtdirektors, das er am 2. November unter widrigen Umständen antrat: Die Stadt war im März 1945 durch schwere Bombenangriffe stark zerstört, darunter Rathaus und weitere städtische Gebäude. Die Stadtverwaltung, deren Leitung ihm oblag, war zunächst durch völlig neue Aufgaben, etwa: Kriegsheimkehrerfürsorge, Versorgung von NS-Opfern, Entnazifizierung in eigenen Reihen, Verwaltung der Wohnungs- und Versorgungsknappheit, notdürftige Behebung der Bombenschäden, schwer belastet. Ab 1948/1949 organisierte Kayser den Wiederauf- und Ausbau der Stadt.
Zum Wiederaufbau z. B. des Rathauses und anderer Verwaltungsgebäude kamen in Kaysers Dienstzeit der Bau von elf Schulen, Hallenbad, 8000 Wohnungen in fünf Neubaugebieten, Freibad, zusätzlichem Wasserwerk, Theatersaal.
Aufgrund seiner persönlichen Integrität als Opfer des Nationalsozialismus gelang ihm auch die Wiederherstellung nachbarlicher Beziehungen zu den nächsten niederländischen Kommunen. Er engagierte sich auch beim Städtetag NRW, speziell im Schulausschuss, dessen Vorsitzender er von 1960 bis 1964 war.
Im September 1964 trat Ludwig Kayser in den Ruhestand. Er verzog in seine Geburtsstadt Münster, wo er sich noch verschiedentlich ehrenamtlich betätigte und am 25. November 1984 verstarb.

## Ehrungen
Für seine Verdienste um die Stadt verlieh der Bocholter Stadtrat ihm am 2. Juni 1972 die Ehrenbürgerwürde.